# Перес Бокс, Ана
Ана Перес Бокс (исп. Ana Perez Box; род. 29 декабря 1995) — испанская дзюдоистка, серебряный призёр чемпионата мира 2021 года. 

## Биография
В 2018 году испанская дзюдоистка Ана Перес Бокс стала победителем этапа Гран-при в Канкуне в весовой категории до 52 кг. В 2019 году на турнире Большого шлема по дзюдо в Екатеринбурге Ана завоевала серебряную медаль, уступив в финале израильтянке Гили Кохен.
В 2021 году на Большом шлеме в Казани, в весовой категории до 52 кг, испанская спортсменка вновь поднялась на подиум, завоевав бронзовую медаль турнира.
На чемпионате мира 2021 года, который проходил в Венгрии в Будапеште, в июне, Перес Бокс завоевала серебряную медаль в весовой категории до 52 кг, уступив в финале японской спортсменке Аи Сисимэ.